# ZiS-151

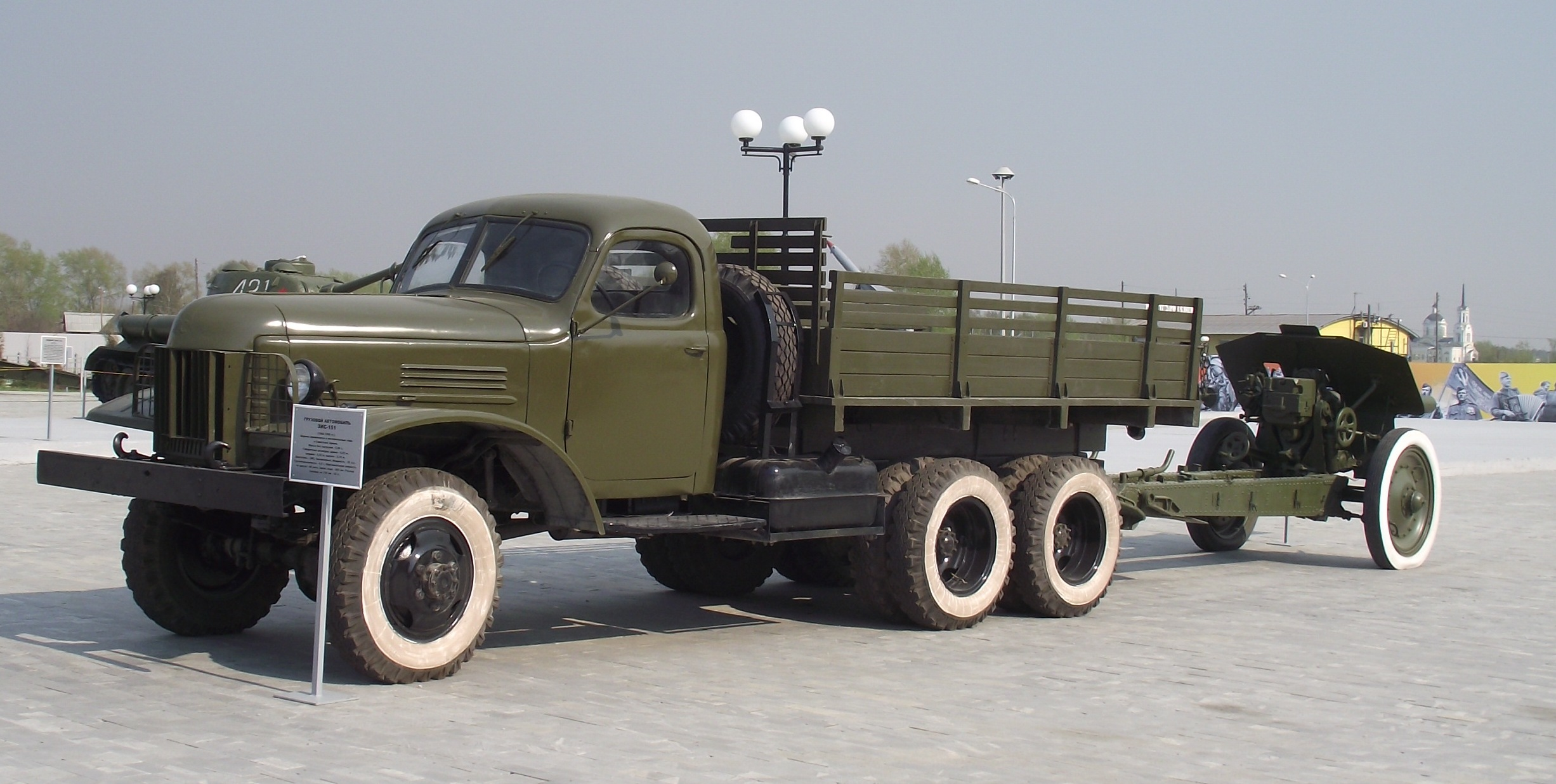
ZiS-151

ZiS-151（ロシア語：ЗиС-151）は、ソビエト連邦において1947年-1958年にかけて製造された多目的トラックである。ZiS（Automotive Factory No. 2 Zavod imeni Stalina）が製造を行った。ZiSは、1956年にZavod imeni Likhachevaに名称変更したため、それ以降の製造分はZIL-151（ЗиЛ-151）と呼ばれる。

## 概要
ZiS-151は、第二次世界大戦後のソビエトで初めて大量生産された総輪駆動軍用トラックとなり、アメリカ合衆国製スチュードベーカーUS6トラックや旧型のZiS-6トラックを置き換えた。1948年初めのキャビンは木製だったが、すぐに鋼製となった。さまざまな貨物にあわせた特殊型も含めると約1万台が生産された。また、BM-13 カチューシャの自走式ロケットランチャーとしても利用された。
特筆すべきZiS-151の派生型としては、BTR-152装甲兵員輸送車とBAV 485水陸両用車が存在した。
1958年に、ZiL-151の生産は後継車種であるZIL-157に置き換えられた。外見上の違いでは、フロントグリルのデザインと、後輪がZiL-151のダブルタイヤからシングルタイヤに変更された点がある。

## 主要諸元
- 6x6 4,500kgトラックで、ZiS-150をベースとしている
- エンジン：ZIS-121; 92hp（69kW）/2,600rpm, 6気筒, 5,555cc
- ボア/ストローク：101.6/114.3mm
- 全長：6,930mm, 全幅：2,320mm, 全高：2,310mm
- ホイールベース：4,225mm, 後軸車高：260mm
- 前軸幅：1,590mm
- 後軸幅：1,720mm
- 前輪最小旋回半径：11.2m
- 圧縮比：6.0
- クラッチ：乾式二枚
- ギア・ボックス：5x2段
- 乾燥重量：5,580kg
- 最高速度（舗装路、高速道路）：60km/h
- タイヤサイズ：8.25x20インチ
- 燃料タンク容量：2x 150リットル
- 燃費：42L/100km

## 派生型
ZiS-151
基本型で、1947-1958年に製造された。
ZiS-121
トラクター・トレーラー型。
BAV 485
水陸両用車型。
ZiS-153
試作ハーフトラック型。1952年に製造された。
ZiS-151G
ZIL-157のプロトタイプで、ZIL-E157とも呼称される。
BTR-152
装甲兵員輸送車。